# Biwakfliegen
Unter Biwakfliegen (auch bekannt unter den Begriffen Vol Biv (Frz.) oder Bivy Flying (Engl.)) versteht man das Zurücklegen einer größeren Strecke mit einem Gleitschirm oder Hängegleiter über mehrere Tage hinweg. Dabei wird bewusst auf bequeme Übernachtungen in Hotels oder Pensionen verzichtet und alle notwendigen Utensilien für eine Übernachtung beim Fliegen mitgeführt.
Übernachtet wird denn auch meist in höheren Lagen (auf der Alp), in Berghütten oder Biwakhütten, damit am nächsten Tag gleich weitergeflogen werden kann.

## Geschichte
Einer der Begründer des Biwakfliegens war Didier Favre, auch bekannt als „Vagabund der Lüfte“. In seinem Buch „Le Vagabond des airs“ beschreibt er seinen Biwakflug vom Sommer 1992 mit dem Hängegleiter quer über die Alpen, von Monaco bis zum Furkapass, wo er aufgrund eines Startunfalls das Unterfangen abbrechen musste.

## Wettbewerbe
Biwakfliegen wird von der Fédération Aéronautique Internationale (FAI), im Speziellen von der Internationalen Hängegleiter- und Gleitschirmflug-Kommission (CIVL) erst seit 2024 offiziell anerkannt.
Die derzeit bekanntesten Biwakflug-Wettkämpfe im Gleitschirmfliegen – die zum Teil noch immer ohne offizielle Anerkennung organisiert werden – sind:
- Red Bull X-Alps (hat den Status einer inoffiziellen Weltmeisterschaft)
- X-Pyr
- Eigertour
- Bordairrace

## Material
Seit der ersten Austragung der X-Alps 2003 hat sich die Sparte der gewichtsoptimierten Gleitschirme und Gurtzeuge zu einem Trend entwickelt, fast alle Hersteller führen inzwischen neben ihren regulären Produkten leichtgewichtige Varianten, welche Abstriche bei Komfort oder Langlebigkeit zugunsten eines geringen Gewichts machen: vollwertige Hike-and-Fly-Ausrüstungen (Schlafsack, Zelt und Verpflegung sind darin nicht berücksichtigt) hatten 2003 ein Gewicht im Bereich von 16 kg während eine aktuelle  Ausrüstung unter sechs kg bleiben kann. Ende 2018 wurde von der polnischen Firma Dudek Paragliders mit dem „Run&Fly“ der erste Gleitschirm mit einem Gesamtgewicht unter einem Kilogramm vorgestellt.